# جيروم وارد
جيروم وارد (بالإنجليزية: Jerome Bonaparte "Black Jack" Ward)‏ هو ممثل أمريكي، ولد في 3 مايو 1891 بفرانكلين في الولايات المتحدة، وتوفي في 29 أبريل 1954 بلوس أنجلوس في الولايات المتحدة.

## وصلات خارجية
- جيروم وارد على موقع IMDb (الإنجليزية)
- جيروم وارد على موقع قاعدة بيانات الفيلم (الإنجليزية)